# NGC 3962
NGC 3962 è una galassia ellittica nella costellazione del Cratere.
È visibile circa 3 gradi a nord della stella η Crateris; si tratta di una galassia molto lontana, dunque debole. È osservabile con un telescopio da 150mm, dove appare come una macchia chiara circolare priva di particolari. Dista dalla Via Lattea circa 45 milioni di anni-luce.